# Marcel Martin (homme politique)
Pour les articles homonymes, voir Marcel Martin et Martin.
Marcel Martin, né le 19 novembre 1916 à Charmes et mort le 31 mai 2009 dans le 15e arrondissement de Paris, est un homme politique français, qui fut sénateur-maire de Nancy.

## Biographie
Fils d'un luthier installé à Nancy, docteur en droit en 1940, Marcel Martin réussit l'année suivante le concours d'admission à la fonction d'auditeur au Conseil d'État . Il est nommé directeur des services juridiques et de législation du ministère de l'Intérieur, puis du gouvernement militaire de la zone française d'occupation (1944 - 1949). Il est ensuite conseiller technique au cabinet du secrétaire d'État à la recherche scientifique, puis au cabinet du secrétaire d'État à l'agriculture André Dulin (1956) et directeur du cabinet de ce-dernier quand il devint ministre des anciens combattants (1957). Il est en 1959 commissaire du Gouvernement près l'assemblée plénière du contentieux du Conseil d'Etat. Conseiller d'État en 1963, il est placé en position de détachement lorsqu'il est élu sénateur en 1965. Il a bénéficié du retrait d'un sénateur sortant, Joseph de Pommery.
Il s'oppose en 1969 au référendum sur la réforme du Sénat et la régionalisation voulu par le général de Gaulle, en étant notamment l'un des fondateurs avec d'autres sénateurs et l'un des animateurs de l'Union pour les libertés démocratiques et constitutionnelles, dont il est le secrétaire général,,. Il soutient la candidature d'Alain Poher, président du Sénat, à l'élection présidentielle,.
Conseiller municipal de Nancy depuis 1959, membre du Parti radical, qu'il quitte vers 1960, il s'oppose au député-maire Pierre Weber lors de la crise qui secoue le conseil municipal de cette ville en 1969-1970 et mène une liste victorieuse, « Nancy-capitale », lors d'une élection municipale partielle en février 1970. Il est ensuite élu maire de Nancy, et réélu l'année suivante, à la suite des élections municipales. Sa majorité municipale va de la gauche socialiste aux centristes et à la droite modérée. 
Sous son mandat, le quartier de la place Thiers est réaménagé, et la Tour Thiers est construite, ce qui provoque des polémiques et entraîne la modification des projets des promoteurs immobiliers et de la municipalité. Le projet de construction de la tour Stanislas, prévu depuis le début des années 1960 dans le quartier Saint-Sébastien est abandonné, après son interdiction par le secrétaire d'Etat à la culture Michel Guy, au grand dam de Marcel Martin, qui affirme lors d'une conférence de presse : « Le plan de rénovation du quartier Saint-Sébastien a été projeté il y a près de vingt ans (...), bien avant que nous soyons à l'hôtel de ville. Je l'approuve, car il s'accompagne d'un programme de salubrité incontestable. Cette tour Stanislas figurait au plan-masse établi en 1960. Si elle a évolué en altitude (95 mètres à 120 mètres) c'est pour densifier et animer le centre de la ville. Durant ces vingt années, aucune objection ne nous a jamais été faite (...). Et il est navrant de constater que l'on défait aujourd'hui ce qui a été fait hier, simplement sous la pression de l'opinion publique ». Ses opposants mettent en cause son affairisme : Marcel Martin était membre du conseil d’administration de la société qui construisait la tour Thiers. 
Il n'est pas réélu sénateur en 1974, doit céder la présidence du district urbain à un élu de la banlieue (Paul Muller, maire de Villers-lès-Nancy) et perd son poste de maire en 1977, au profit de Claude Coulais, député républicain indépendant.
Dans les années 1980, il préside à Paris le Cercle républicain, installé au 5 avenue de l'Opéra. C'est une institution vénérable née en 1907 qui accueille dans ses salons et son restaurant des réunions et des déjeuners des élites. Il y réunissait dans les années 1960 des personnalités du parti radical. Il organise et préside un jury du Cercle républicain. Le cercle a aussi proposé quatre salles de jeu ; le baccara est autorisé de 1987 à 1989, puis le ministre de l'intérieur Pierre Joxe retire l'autorisation d'exploitation de jeux lorsqu'un trafiquant de drogue est soupçonné de les utiliser pour blanchir de l'argent sale.

## Détail des fonctions et des mandats
Mandat parlementaire
- 26 septembre 1965 - 1er octobre 1974 : sénateur de Meurthe-et-Moselle ;

Mandat local
- 1970-1977 : maire de Nancy

## Publications
- Le Conseil d'Etat, sauvegarde de la démocratie (s.d.)[5]
- Les institutions politiques de la France (1959-1961)[5].

## Décorations
- Officier de la Légion d'honneur[5]
- Commandeur de l'ordre national du Mérite[5]
- Chevalier de l'ordre des Palmes académiques[5]
- Officier de l'ordre du Mérite agricole[5]
- Commandeur du Mérite combattant[5]
- Chevalier de la Santé publique[5]
- Commandeur de l'ordre du Mérite de la République italienne‎[5]